# Calathea hagbergii
Calathea hagbergii là một loài thực vật thuộc họ Marantaceae đặc hữu của Ecuador. Môi trường sống tự nhiên của chúng là vùng núi ẩm nhiệt đới hoặc cận nhiệt đới.